# Basappanapalya, Tumkur
Basappanapalya là một làng thuộc tehsil Tumkur, huyện Tumkur, bang Karnataka, Ấn Độ.